# درجه آزادی (فیزیک و شیمی)
تعداد متغیرهای شدتی مانند دما، فشار، غلظت و ... که باید به‌طور دلخواه برای تعریف کامل شرایط سیستم ثابت در نظر گرفته شوند، درجه آزادی نامیده می‌شود.
از دیدگاه دیگر می‌توان گفت درجهٔ آزادی هر سیستم تعداد متغیرهای شدتی مستقلی است که می‌توان تغییر داد بدون اینکه تعداد یا ترکیب فازهای در حال تعادل سیستم تغییر کند. یک سیستم بر حسب وجود درجه آزادی صفر، یک، دو و ... به صورت سیستم ثابت، تک متغیره، دو متغیره و ... معرفی می‌گردد. تعداد درجات آزادی را می‌توان از رابطهٔ گیبس بدست آورد.